# Wildpark Leipzig

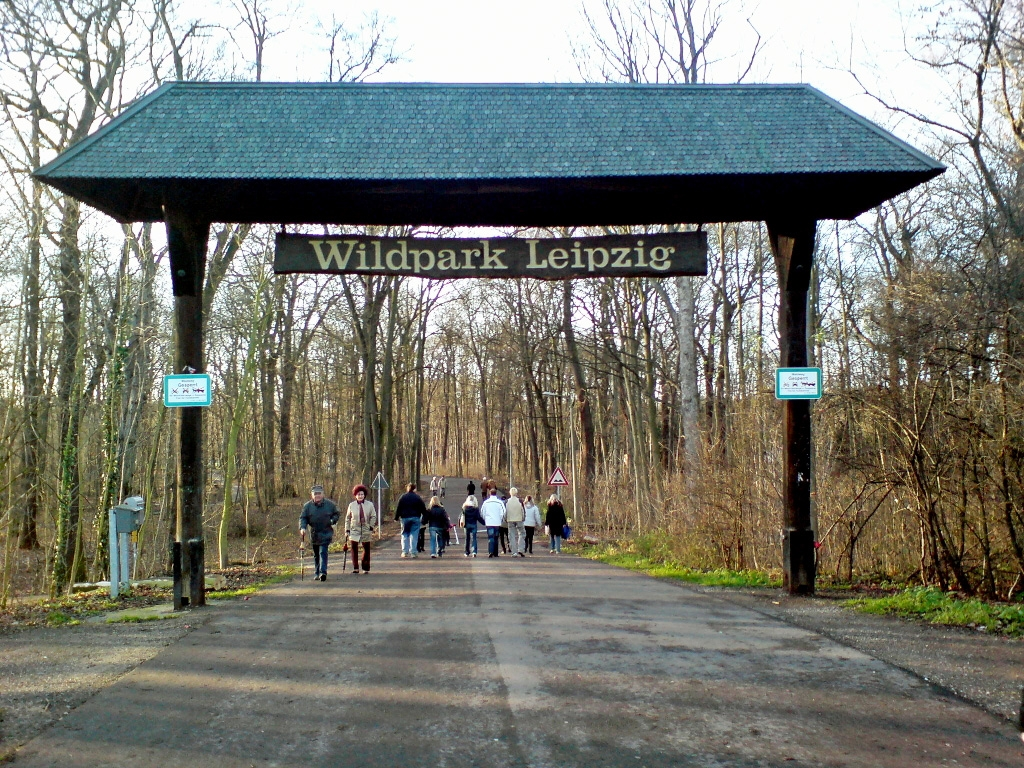
Eingang zum Wildpark Leipzig

Der Wildpark Leipzig ist eine Tierparkanlage am südlichen Stadtrand von Leipzig im Stadtteil Connewitz. Er liegt im Leipziger Auenwald und ist 42 Hektar groß.
Im Wildpark Leipzig werden bei kostenlosem Eintritt ungefähr 25 Tierarten mit etwa 250 Tieren gezeigt, die in Mitteleuropa leben oder gelebt haben oder die hier heimisch geworden sind. Rot-, Dam- und Muffelwild haben ein gemeinsames Großgehege. Weitläufige Gehege gibt es außerdem für Rehe, Wildschweine, Elche und Wisente. Luchse, Fischotter, Wildkatzen, Waschbären, Mink, Rotfüchse und der Europäische Nerz werden in offenen Freigehegen gehalten.
Zur Präsentation von Ausstellungen und für Veranstaltungen steht ein Ausstellungsraum zur Verfügung. Auf einem speziellen Erlebnispfad besteht für die Wildparkbesucher die Möglichkeit, Wild ohne Barrieren zu beobachten. Für die gastronomische Versorgung innerhalb des Parks sorgen das in einem russischen Blockhaus untergebrachte Teehaus, die Wildparkgaststätte und ein Imbiss. Auf dem Wildparkgelände gibt es zwei Spielplätze: Den Waldspielplatz Märchenburg am Haupteingang Koburger Straße und den Märchenspielplatz hinter dem russischen Teehaus.
Ein Meiler mit offener Feuerstelle kann für private Feiern gemietet werden.
Auf dem Gelände des Wildparks befinden sich die Jungfernlache und Panichs Lache, zwei Altarme von Pleiße und Weißer Elster in deren gemeinsamer Aue.

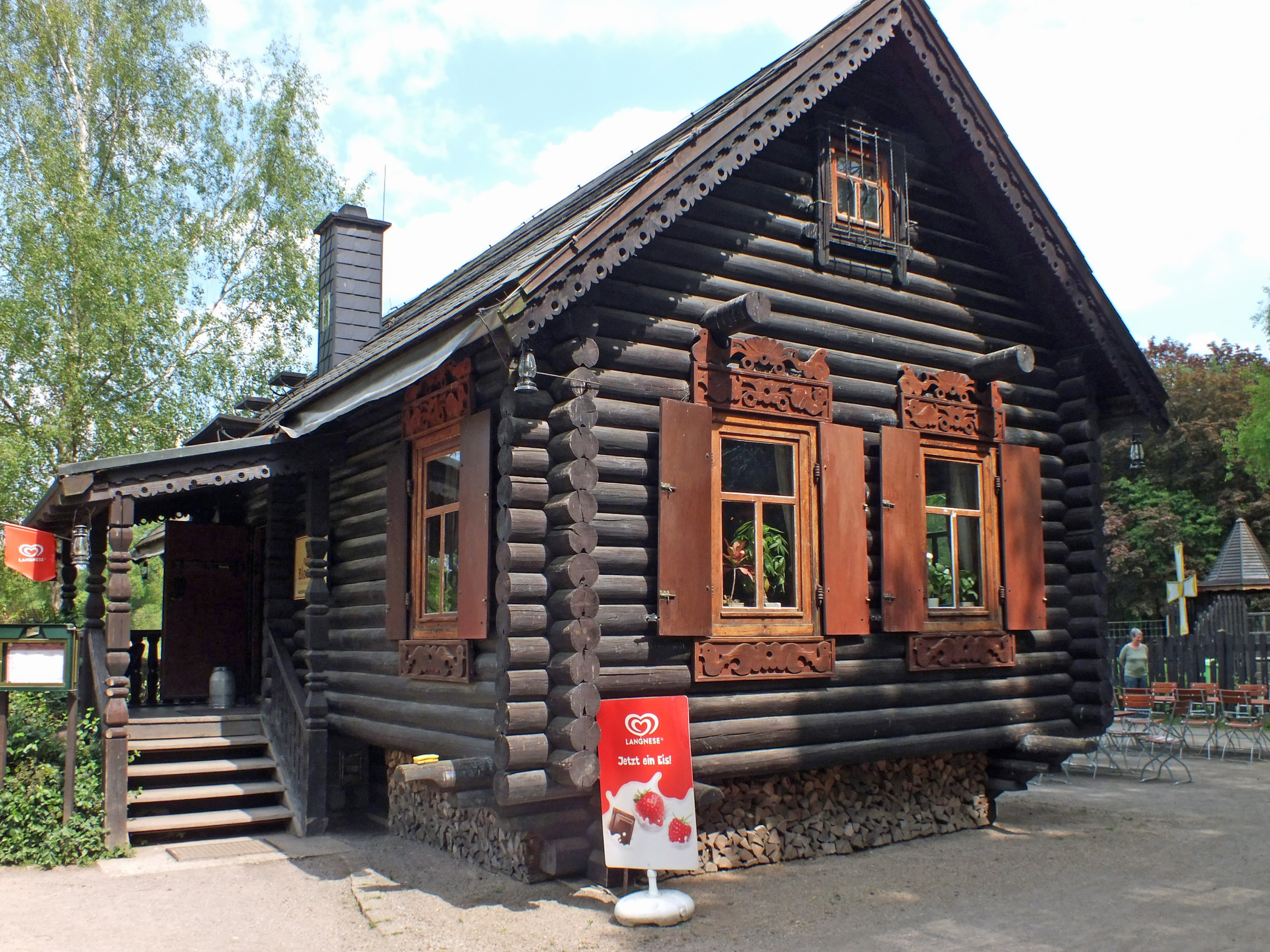
Russisches Blockhaus
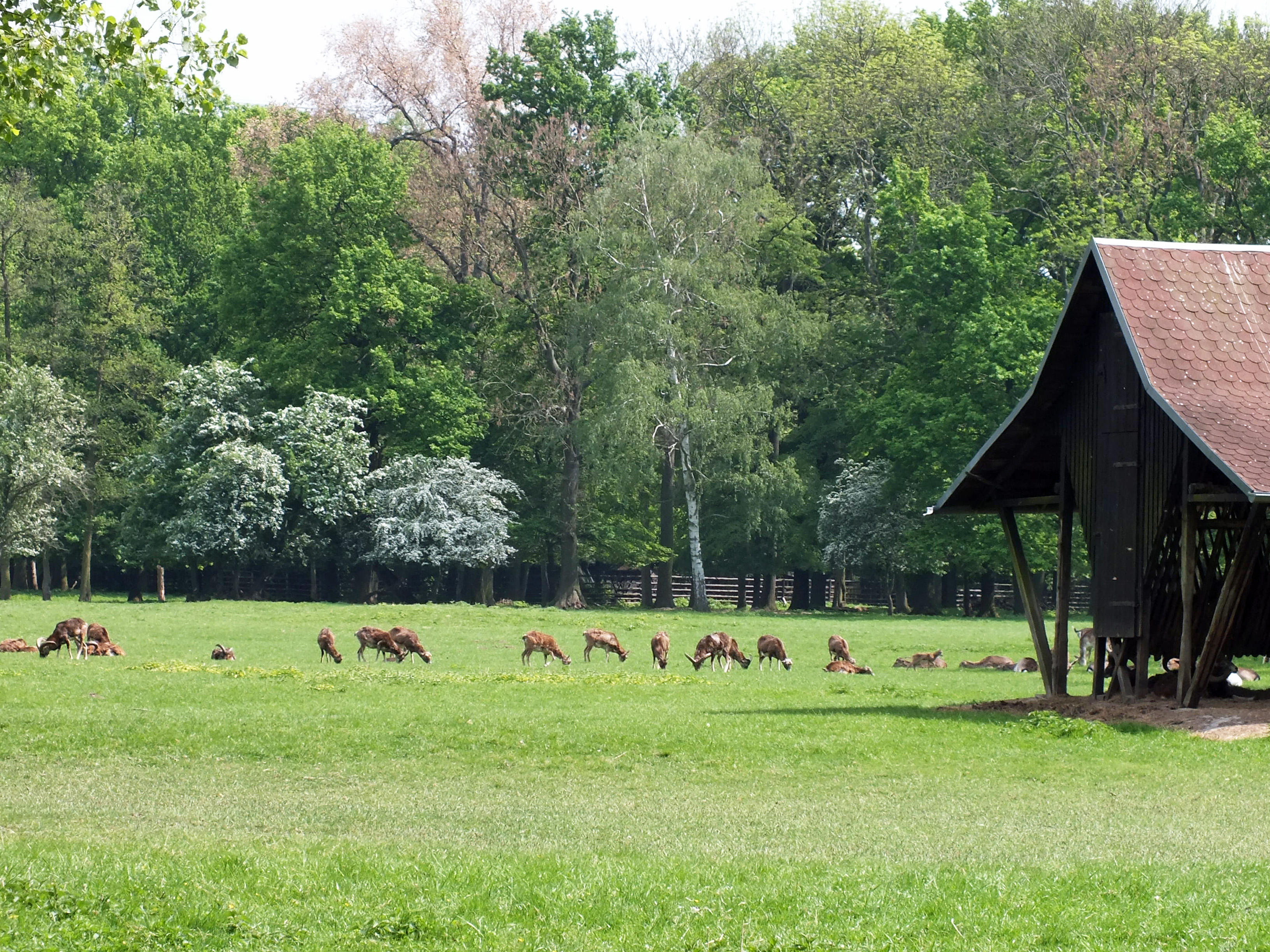
Großgehege
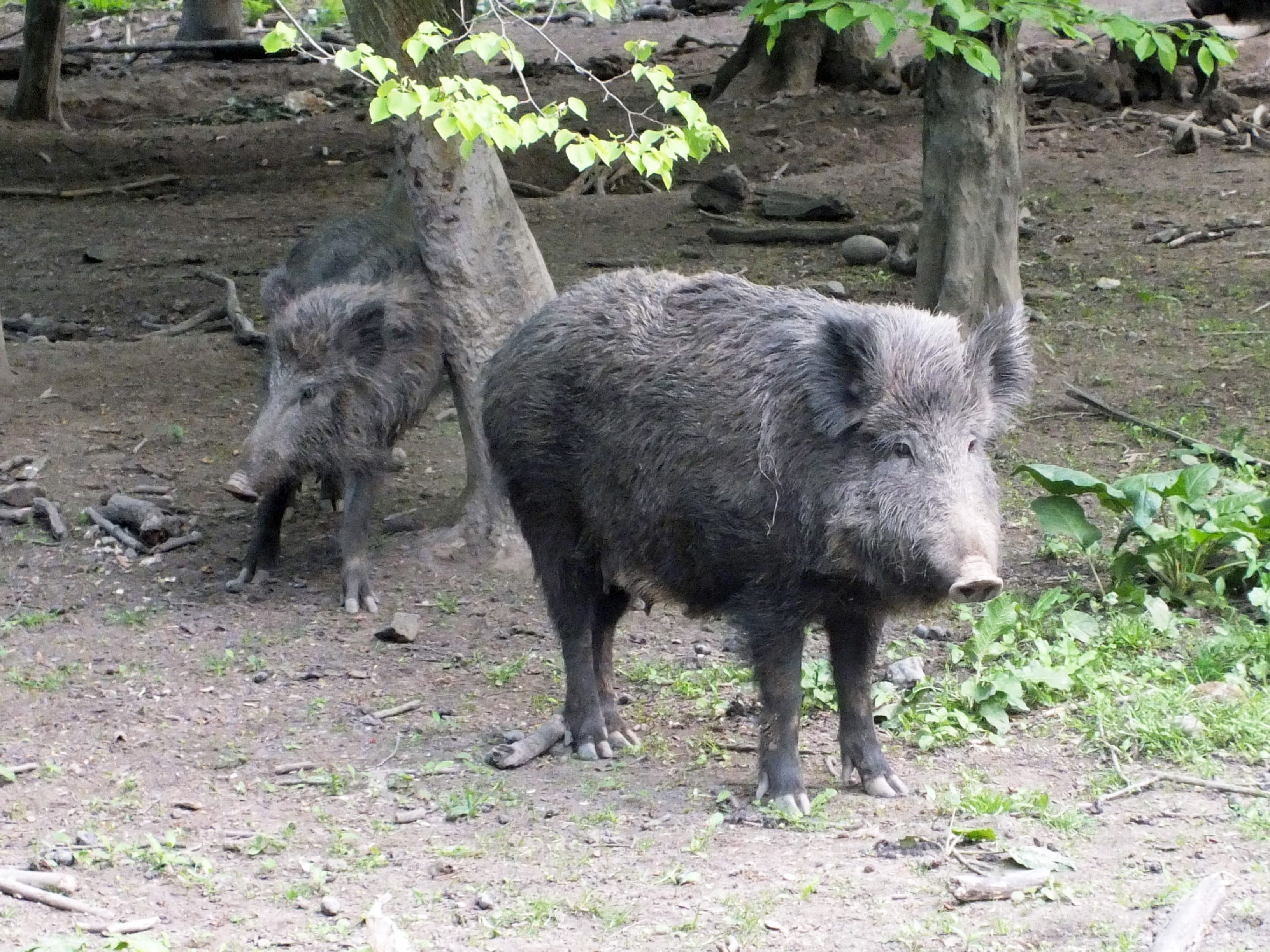
Schwarzwild
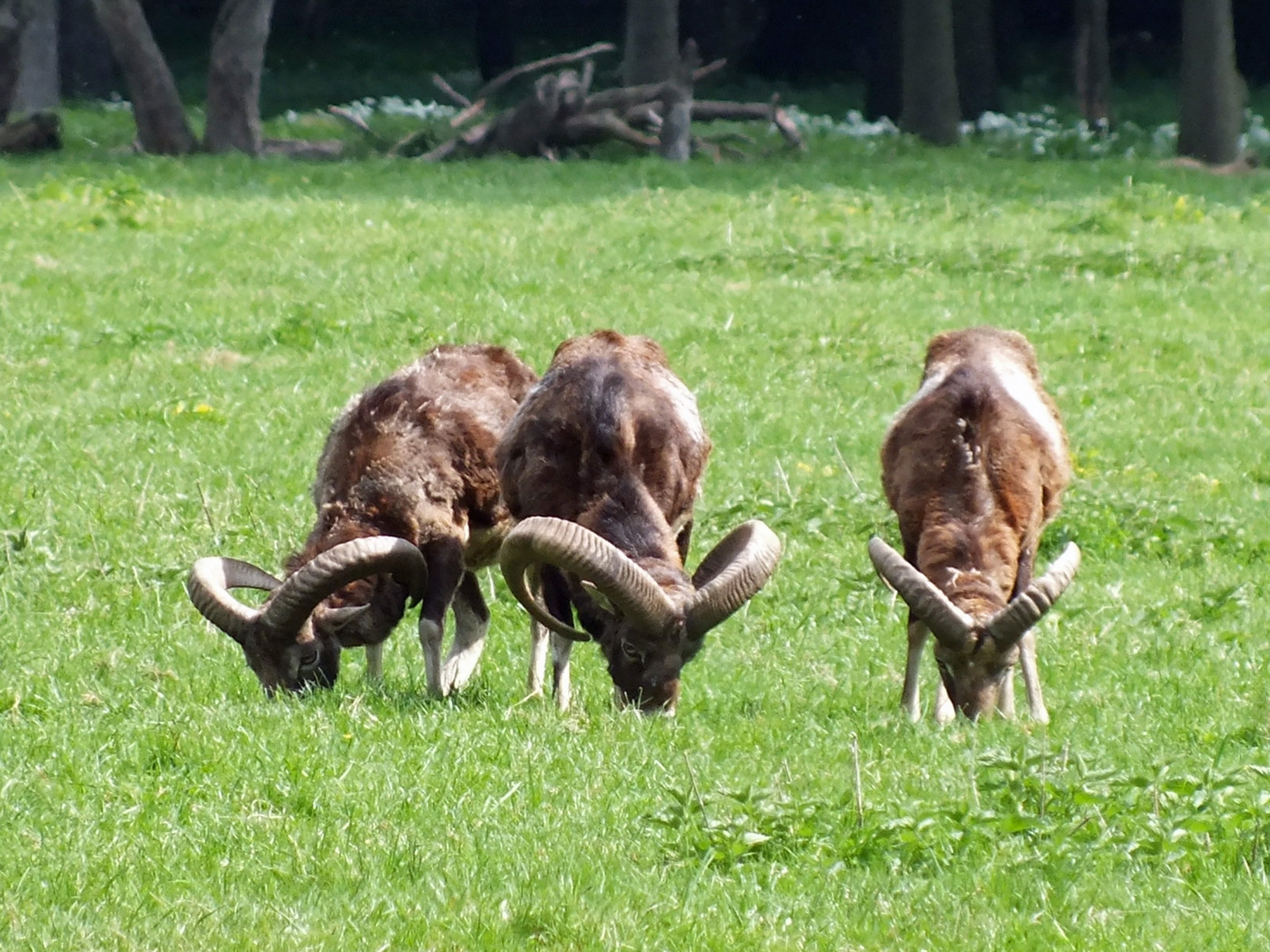
Mufflons
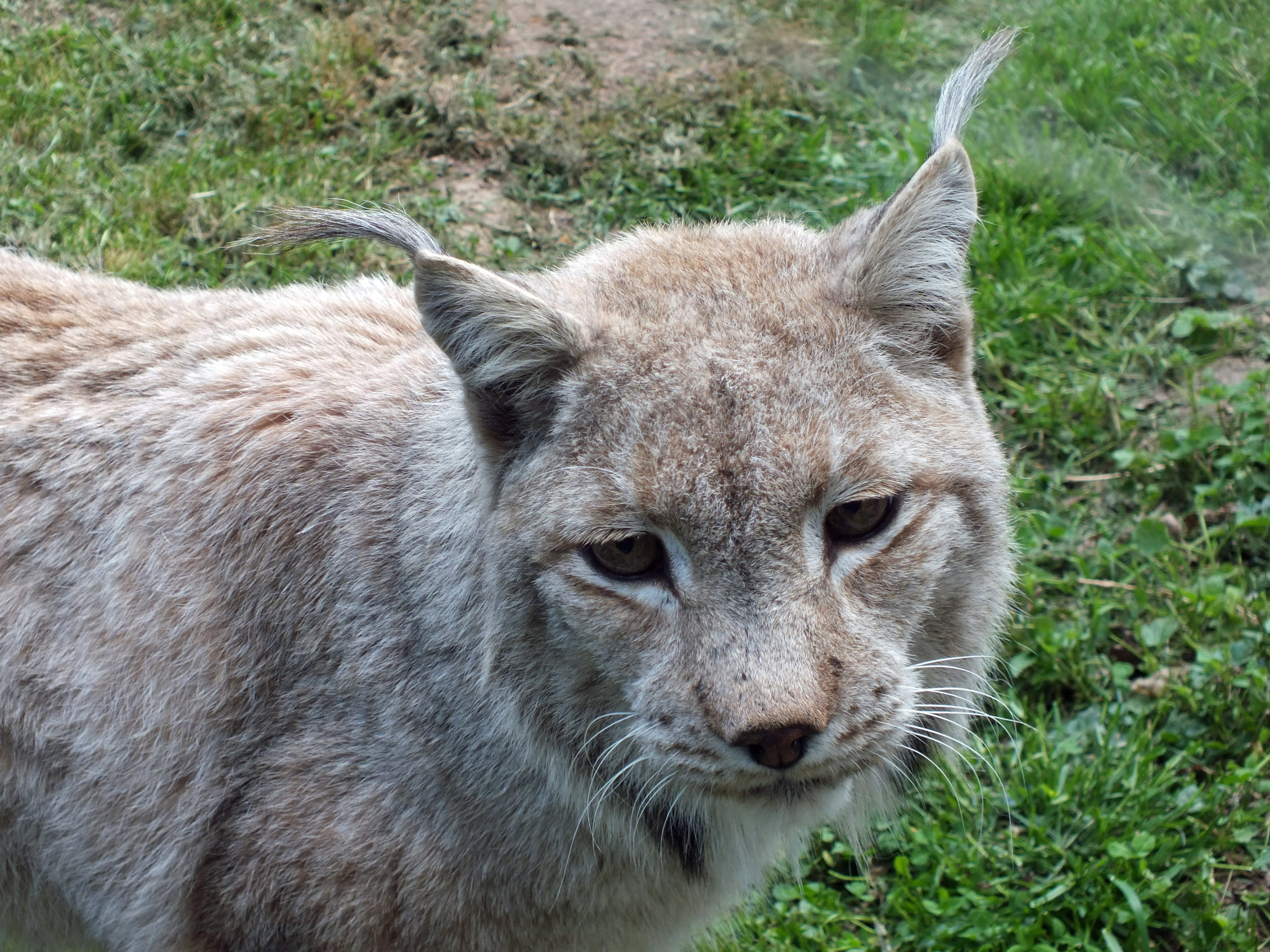
Luchs
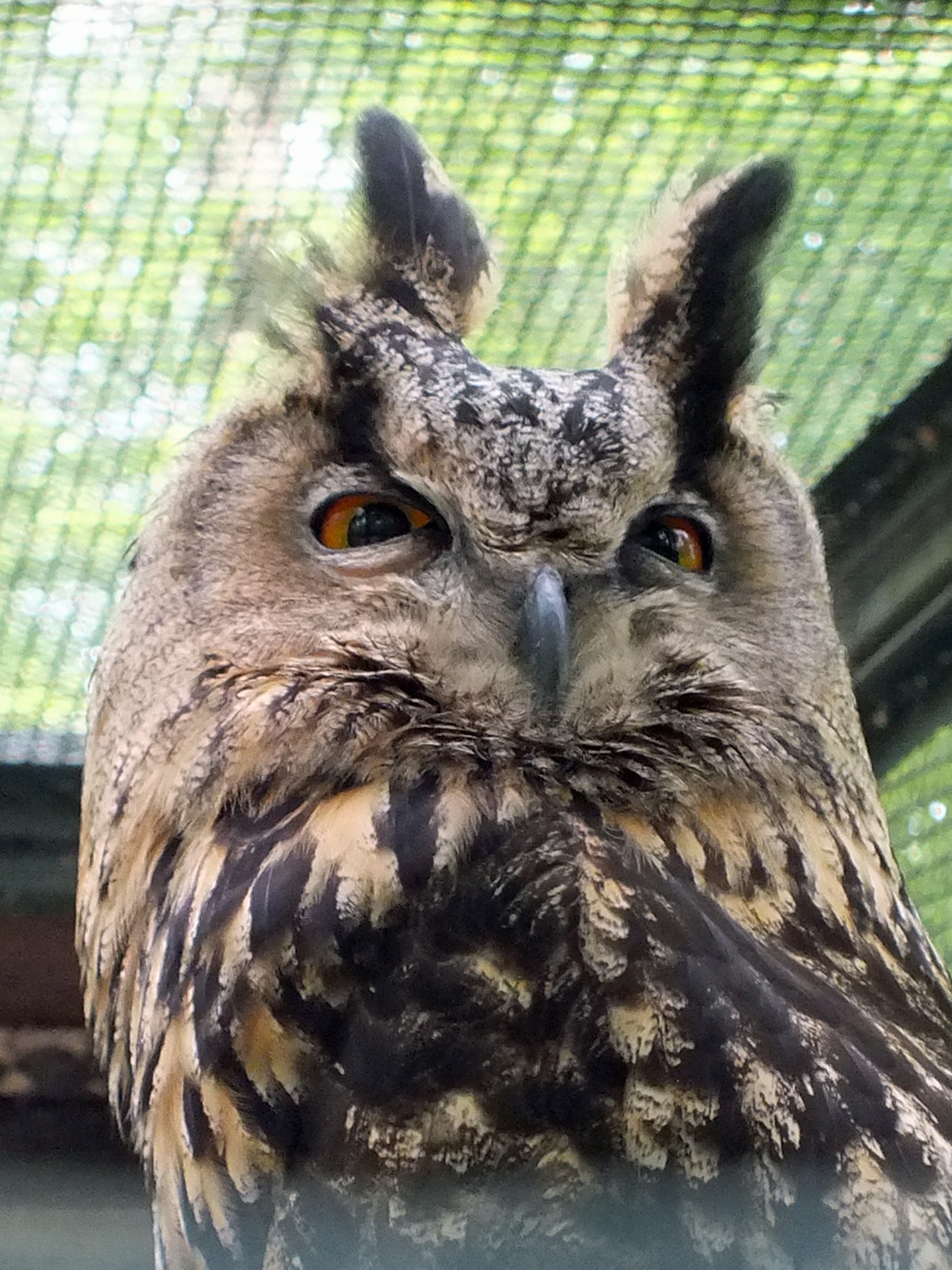
Uhu

## Geschichte

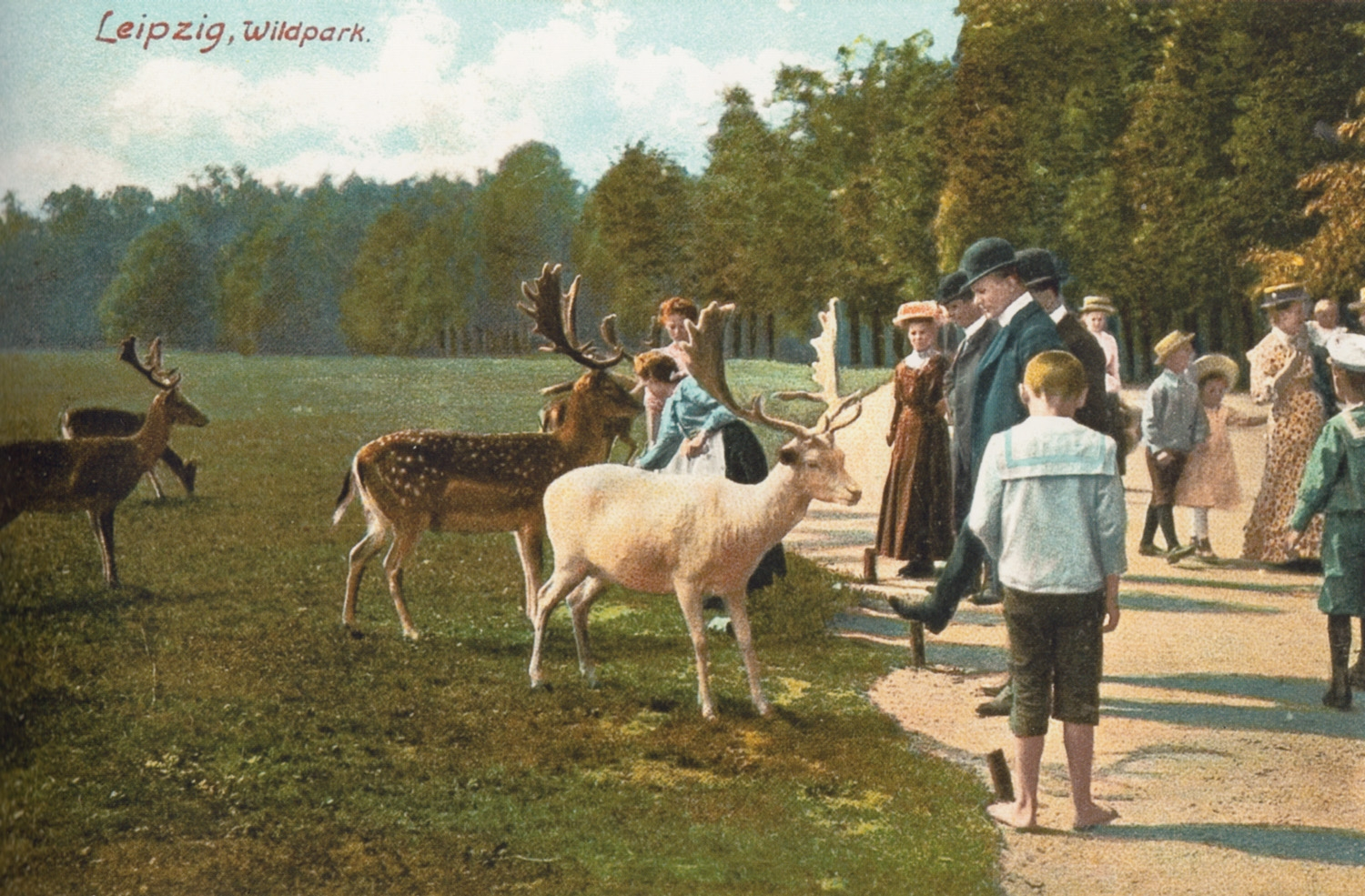
Im Wildpark Leipzig um 1910

Im Jahre 1904 bekam der Rat der Stadt vom Mühlenbesitzer Richard Jacob aus Connewitz vier Stück Damwild geschenkt, für die im Revierort Stempel ein Wildgatter angelegt wurde. Wegen häufiger Überschwemmung erwies sich die Platzwahl als ungeeignet. 1906 wurde deshalb ein Gebiet um die Heidaer Wiesen eingezäunt und der inzwischen angewachsene Tierbestand umgesetzt. 1912 wurde eine Schutzhütte eröffnet, die mit dem Ausschank von Milch, Tee, Mineralwasser und Backwaren verbunden war, bevor 1922 der Bau einer Wildparkgaststätte etwa im Bereich des heutigen Wirtschaftshofes erfolgte.
In den 1930er Jahren stellte der Rat der Stadt Leipzig der Reichszentrale für Pelztier- und Rauchwarenforschung ein benachbartes Areal für eine Silberfuchs-Versuchsfarm zur Verfügung. Man versprach sich dabei eine zusätzliche Attraktion für den sogenannten Hirschpark. Die Nähe zu einem Naherholungsgebiet stellte sich jedoch als Nachteil heraus, da die vielen Ausflügler die Tiere ständig beunruhigten. In Dölitz schuf später die Veterinärmedizinische Fakultät der Universität Leipzig eine eigene Versuchsanstalt.

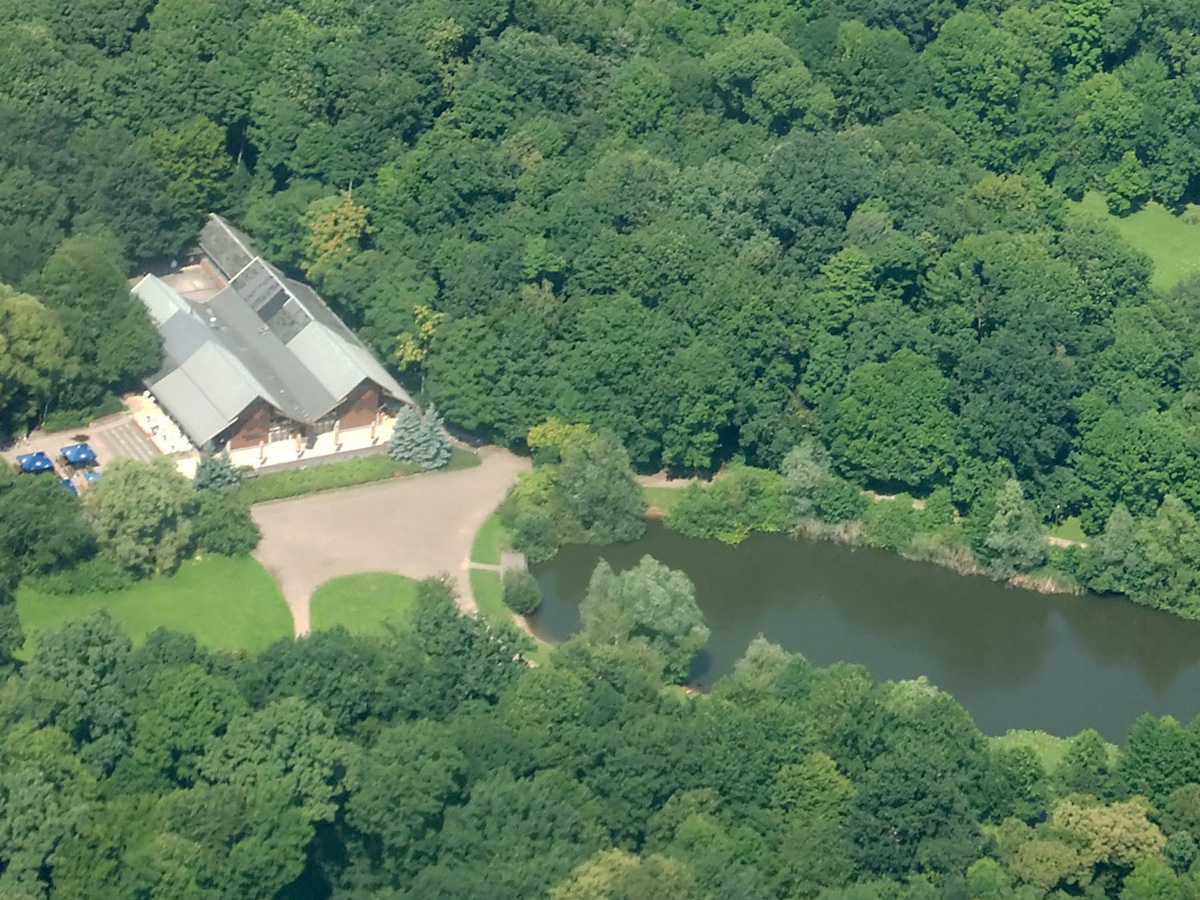
Die neue Wildparkgaststätte am Hakenteich, 2008

Der Zweite Weltkrieg beendete die Entwicklung des Wildparkes und brachte seine völlige Zerstörung, einschließlich der Gaststätte. Am Ende des Krieges wurden die Gehege geöffnet, um die Tiere vor Übergriffen zu bewahren.
Erst 1972 beschloss die Leipziger Stadtverordnetenversammlung, auf dem Gebiet der ehemaligen Tiergehege einen neuen Wildpark zu schaffen. Baubeginn war am 1. Januar 1974, und im Oktober 1979 konnte die Gesamtanlage mit ihren heutigen Ausmaßen übergeben werden. Ebenfalls 1974 wurde mit dem Bau einer neuen Wildparkgaststätte, nunmehr am Hakenteich, begonnen. (Architekten: Winfried Sziegoleit, Volker Sieg)